# Wappen Südossetiens

Das Wappen Südossetiens

Das Wappen Südossetiens entspricht dem Wappen Nordossetiens bis auf die Beschriftung. Wie auch im Fall der Flagge Südossetiens soll es durch die Ähnlichkeit die Verbundenheit mit dem russischen Nordossetien betonen. Die Unabhängigkeitserklärung und die Regierung werden nur von Russland, Nicaragua, Venezuela und Nauru anerkannt. Alle anderen Staaten sehen das Land als Teil Georgiens an.

## Beschreibung
Das runde Symbol zeigt eine schreitende, goldene Großkatze mit schwarzen Punkten auf goldenen Hügeln vor sieben silbernen Bergen und einem roten Hintergrund. Die Quellen bezeichnen die Katze als Schneeleoparden, allerdings lebten im Kaukasus nie Schneeleoparden, sondern bis zu ihrer Ausrottung Leoparden, zu dem auch die Gelbfärbung passen würde. Die Scheibe hat eine weiße Umrandung mit schwarzen Ornamenten am äußeren Rand. Abgetrennt davon durch eine dünne schwarze Linie steht auf der weißen Umrandung oben in Russisch und unten in Ossetisch mit schwarzer kyrillischer Schrift Republik Südossetien (russ.: РЕСПУБЛИКА ЮЖНАЯ ОСЕТИЯ; osset.: РЕСПУБЛИКӔ ХУССАР ИРЫСТОН). Zwischen den beiden Inschriften befindet sich ein rundes Emblem, in dem drei Segmente in Rot, Gold und Silber ineinander greifen. Weiß/Silber symbolisiert Frieden, Rot Kraft und Energie, Gelb/Gold Reichtum. Es sind die Nationalfarben Ossetiens.

## Geschichte
Das Wappen wurde von Fürst Vakhushti Bagrationi 1735 geschaffen. Die Originalzeichnung befindet sich in der Georgischen Manuskriptensammlung in Tiflis.
Unter der Regierung von Ludwig Tschibirow führte die separatistische Regierung Südossetiens einen Adler der über sich mit den Flügeln den Wasamonga-Kelch, in der linken Klaue den Zweig einer Eiche, Hopfen und Weizen und in der rechten Klaue eine Hacke hielt. Nach dem Narten-Epos wurden diese Gegenstände von Gott den Narten übergeben, den mythischen Vorfahren der Osseten. Auf der Brust trug er das runde Emblem mit den drei Segmenten in Silber, Gold und Rot. Der Adler stand für Großzügigkeit, Mut und Freiheit. Hopfen steht für die Ewigkeit, der Weizen für Frieden und Wohlstand. Das ossetische Wort Wasamonga bedeutet das Heilige lehren. Im Narten-Epos deckt der Kelch Lügen auf und offenbart die Wahrheit. Er symbolisiert Gerechtigkeit und Gleichheit aller vor dem Gesetz. Das Emblem steht für ewiges Leben, endlose Bewegung und den ewigen Wandel. Als Symbol für die Sonne hat es drei Enden, das die Dreifaltigkeit darstellt. Dies kann im christlichen Sinne sein, aber auch für Gott, Mensch und Natur, Seele, Körper und Geist oder Vergangenheit, Gegenwart und Zukunft stehen.

## Provisorische Verwaltungseinheit Südossetien

Logo der Provisorischen Verwaltungseinheit

Das Wappen der von Georgien anerkannten Regierung der provisorischen Verwaltungseinheit Südossetien zeigt das gleiche Grundmotiv mit dem Schneeleoparden, den goldenen Hügeln und den weißen Bergen vor rotem Hintergrund. Der weiße Ring fehlt. Dafür steht darunter in Georgischer Schrift der Name der Region.